# Campbell (Wisconsin)
Campbell – miasto w Stanach Zjednoczonych, w stanie Wisconsin, w hrabstwie La Crosse.